# Strato (città antica)
Strato (in greco antico: Στράτος?) è stata la maggiore città dell'Acarnania, sulla riva destra del fiume Acheloo.

## Storia
Durante la guerra del Peloponneso Strato si alleò con gli Ateniesi, ma, appena nel 429 a.C., fu attaccata e devastata dalle truppe ambraciote, insieme a quelle peloponnesiache. Anche dopo gli attacchi, Tucidide (II, 80) descrive la città di Strato come la maggiore della regione. Tra il V e il IV secolo a.C., l'Acarnania cadde pian piano sotto il comando degli Etoli, compresa Strato, che è da Livio (XLIII, 22) considerata una città etolica. Tale era la resistenza etolica, che Filippo II di Macedonia, nella sua conquista della Grecia, dovette scendere a patti.

## Pianta
La città si presenta di forma circolare con un diametro di poco più di 3 km.